# تیتو ۱۵۵۰

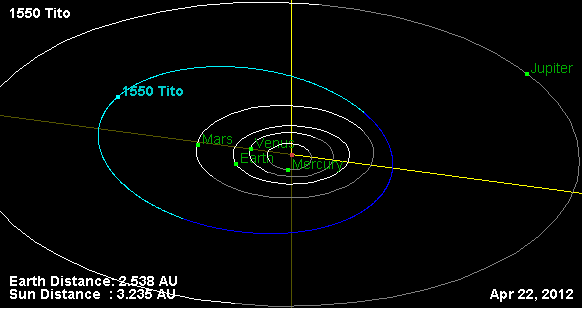
نمایی از محل قرارگیری سیارک تیتو ۱۵۵۰ در مدار - ۲۰۱۲

سیارک ۱۵۵۰ (به انگلیسی: 1550 Tito، نامگذاری:1937WD) هزار و پانصد و پنجاهمین سیارک کشف شده‌است که در ۲۹ نوامبر ۱۹۳۷ توسط ستاره‌شناس اهل صربستان Milorad B. Protić در رصدخانه بلگراد (به انگلیسی: Belgrade Observatory) کشف شد.
نام این سیارک سنگی به افتخار یوسیپ بروز تیتو سیاستمدار اهل یوگسلاوی سابق روی آن نهاده شده‌است.
قدر مطلق (اخترشناسی) این سیارک برابر ۱۱٫۸۰ است.